# Šent Jurij, Grosuplje
Šent Jurij este o localitate din comuna Grosuplje, Slovenia, cu o populație de 308 locuitori.